# 穆柳科查山 (奧孔加特區)
13°42′07″S 71°09′19″W / 13.70194°S 71.15528°W
穆柳科查山（Mullucocha），是秘魯的山峰，位於該國東南部庫斯科大區，由基斯皮坎奇省的奧孔加特區負責管轄，屬於韋爾卡努塔山脈的一部分，海拔高度約5,400米。